# El Hazard
El-Hazard (神秘の世界エルハザード Shinpi no Sekai Eru Hazādo?) es una franquicia anime del estudio anime AIC.
Las series comenzaron con una serie OVA de 7 episodios. Fue lo suficientemente popular como para realizarse una serie de TV de 26 episodios, The Wanderers (Los Nómadas), que transcurre en una línea temporal alternativa. Una segunda serie de TV de 13 episodios, The Alternate World (El Mundo Alternativo), es una continuación de la línea temporal del OVA original.
La historia se centra en cuatro personas de nuestro mundo (Makoto; Fujisawa; Jinnai y Nanami) que son transportados accidentalmente al mundo fantástico de El Hazard, que está amenazado por una gran guerra.
El Hazard es una serie "light" -- aunque tiene bastante desarrollo de personajes, las series se enfocan casi totalmente en acción/aventura y comedia.
En España fue distribuida las 11 primeras OVAs por Manga Films y emitidas en Buzz a finales de los años 1990.
- Datos: Q699819